# André Simonis
Pour les articles homonymes, voir Simonis.
Le vicomte Georges Jules André Marie Simonis, né le 11 décembre 1867 à Verviers et mort le 31 janvier 1951 à Verviers, est un homme politique belge.

## Biographie
Il est le fils d'Alfred Simonis et le gendre d'Alphonse de Moreau.

## Fonctions et mandats
- Membre du Sénat belge : 1919-1946

## Sources
- P. Van Molle, "Het Belgisch parlement", p. 300
- "De Katholieke Unie van België", [1934], p. 15

- Ressource relative à plusieurs domaines :   - ODIS